# VR-Bank Bonn Rhein-Sieg
Die VR-Bank Bonn Rhein-Sieg ist eine Genossenschaftsbank mit Sitz in Siegburg. Sie gehört zu den größten Volksbanken im Rheinland.

## Organisationsstruktur
Die VR-Bank Bonn Rhein-Sieg ist eine eingetragene Genossenschaft. Rechtsgrundlagen sind das Genossenschaftsgesetz und die von der Vertreterversammlung der VR-Bank Bonn Rhein-Sieg erlassene Satzung. Organe der Bank sind der Vorstand, der Aufsichtsrat und die Vertreterversammlung. Die Vertreterversammlung besteht aus gewählten Mitgliedern der Bank, welche die anderen Mitglieder vertreten. 

## Geschichte
Mit der Gründung von Spar- und Darlehenskassen sowie Volksbanken in der Region wurde bereits Ende des 19. Jahrhunderts der Grundstein der Unternehmensgeschichte gelegt. Durch eine Vielzahl von Zusammenschlüssen reduzierte sich die Anzahl der ehemals 32 eigenständigen Banken über die Jahre. Die VR-Bank Rhein-Sieg ist im Jahr 2000 durch die Fusion der Raiffeisenbank Rhein-Sieg mit der Volksbank-Raiffeisenbank Siegburg entstanden. Im Jahre 2016 fusionierte die VR-Bank Rhein-Sieg eG mit der Raiffeisenbank Much-Ruppichteroth eG und im Jahre 2017 mit der Raiffeisenbank Sankt Augustin eG. Die VR-Bank Bonn ist im Jahr 2003 durch die Fusion der Bad Godesberger Kreditbank und der Raiffeisenbank Hardtberg-Alfter entstanden. Im Juni 2022 (rückwirkend zum 1. Januar 2022) verschmolzen die VR-Bank Rhein-Sieg und die VR-Bank Bonn zur VR-Bank Bonn Rhein-Sieg. Im Juni 2023 fusionierte die Bank mit der Rosbacher Raiffeisenbank eG.
Im Jahr 2024 fusionierte die VR-Bank Bonn Rhein-Sieg eG mit der Raiffeisenbank Voreifel eG.

## Geschäftsgebiet
Die Bank ist im rechts- und linksrheinischen Rhein-Sieg-Kreis, in Bonn sowie in Rheinbach und im Bereich  Voreifel mit Regionalcentren und Geschäftsstellen vertreten.